# Guiglo
Guiglo ist eine ivorische Stadt. Sie ist die Hauptstadt der Region Moyen-Cavally.
Einwohnerzahl beträgt laut Zensus von 2014 113.796.
Guiglo ist ein Handelsknotenpunkt. Die Stadt liegt an der Mündung des N’zo in den Buyo-See.

## Geschichte
Am 24. März 2011 erreichten die Forces Nouvelles bei ihrer Offensive im Zuge der Regierungskrise 2010/2011 Guiglo. Laut der Opération des Nations Unies en Côte d’Ivoire herrschten chaotische Zustände, währenddessen es zu Plünderungen, beispielsweise eines Lagers des Hohen Flüchtlingskommissariats der Vereinten Nationen, durch Milizionäre kam.

## Städtepartnerschaft
- Héricourt, Frankreich, seit 1995